# 埃尔谢克沃德凯尔特
埃尔谢克沃德凯尔特（至1906年为止写做或）是匈牙利诺格拉德州所辖的一个村，位于匈牙利北部。总面积55.37平方公里，总人口3597，人口密度65.0人/平方公里（2011年1月1日）。考古发掘证明当地从10世纪开始就有人居住了，因此它是匈牙利最古老的居民地之一。1227年首次在文献上提到该处。1540年奥斯曼帝国占领当地，当时这里有三个邻近但是同名的居民地。1733年埃尔谢克沃德凯尔特获得设立市场的权利。